# Tour de Alanya
El Tour de Alanya  (oficialmente: Tour of Alanya) fue una carrera ciclista profesional por etapas que se disputaba en la provincia de Antalya (Turquía). 
Se disputaron dos ediciones en 2010 y 2011 formando parte del UCI Europe Tour, dentro de la categoría 2.2 (última categoría del profesionalismo).
Siempre tuvo 4 etapas, la mayoría de ellas con inicio y final en Alanya donde finaliza la prueba.

## Palmarés
| Año  | Ganador      | Segundo        | Tercero                |
| ---- | ------------ | -------------- | ---------------------- |
| 2010 | Nikias Arndt | Kemal Küçükbay | Georgi Georgiev Petrov |
| 2011 | Gabor Kasa   | Nazim Bakırcı  | Nebojša Jovanović      |

## Palmarés por países
| País     | Victorias |
| -------- | --------- |
| Alemania | 1         |
| Serbia   | 1         |